# Chronimed
Chronimed est une association loi de 1901 fondée, entre autres, par le Pr Luc Montagnier, Corinne Skorupka, Dominique Rueff, le Dr Philippe Bottéro, le Dr Philippe Raymond, en tant que « groupe de réflexion sur les infections froides, l'inflammation et les phénomènes ondulatoires ». Elle est présidée par le Dr Gérard Guillaume, et travaille sur l'autisme et la maladie de Lyme. Ses théories sont largement dénoncées comme pseudoscientifiques.
L'association fédère des médecins (les « chronidocs ») autour de protocoles de traitement de l'autisme et de la maladie de Lyme par des combinaisons d'antibiotiques, antifongiques et antiparasitaires. En septembre 2020, une cinquantaine de médecins membres ou formés par Chronimed sont mis en cause par l'Agence nationale de sécurité du médicament et des produits de santé pour avoir réalisé des essais thérapeutiques sauvages sur des enfants autistes.

## Histoire
D'après la journaliste et présidente d'association française Olivia Cattan, dans son article paru dans le bimensuel Yanous, et France Info, la création de l'association Chronimed a été décidée en décembre 2009 par Corinne Skorupka et un médecin ami de Luc Montagnier, après une réunion de l’Association pour le développement de la nutrition orthomoléculaire (ADNO). Chronimed est fondée officiellement en février 2012. D'après Pauline Delassus et Anne Jouan, journalistes pour Paris Match, le nom de Christian Perronne apparait sur le procès-verbal de création de l'association, mais ce dernier affirme en avril 2021 ne pas en être membre ; d'autres sources confirmeraient aussi la présence de Perronne à la création de l'association.
Bien que le professeur Perronne apparaisse dans le procès verbal de constitution de l'association, il n'en est pas signataire. (voir le document officiel J.O).
Luc Montagnier demande, dès 2010, un essai pilote de prise prolongée d'antibiotiques chez des enfants et adultes autistes. Il obtient le soutien financier de l'Autism Research Institute, mais pas l'approbation par un comité d'éthique, et rebaptise son essai en « protocole » ; la recherche est effectuée par Corinne Skorupka et Lorène Amet de l'Autism Treatment Trust depuis Édimbourg en Écosse, suscitant l'indignation de scientifiques anglais,,, et du médecin américain et critique des pseudo-médecines David Gorski. Montagnier présente ses « recherches » sur la piste microbienne dans l'autisme en mars 2012 à l'Académie nationale de médecine, qui se démarque de son exposé en publiant un communiqué parlant d'« observations isolées », et demandant la reproductibilité des résultats annoncés par Montagnier,.

### Essais sauvages et prescriptions abusives
Entre 2010 et 2020, les médecins membres de Chronimed évoquent des « études »[pas clair] menées autour des antibiotiques et de l'autisme sur plus de 3 000 enfants, dans des documents qu'ils présentent lors de conférences publiques et diffusent sur internet. L'une de ces « études »[pas clair] est, dans ces documents, présentée comme ayant été menée sur 12 enfants de l'institut médico-éducatif de Suresnes. Ces « études » sont présentées à Xavier Bertrand, puis à Olivier Véran, alors député, qui écrit le 30 novembre 2012 au ministère de la santé pour demander un financement du protocole proposé par l'association Chronimed. En 2016, Marc Bellitto, père d'un enfant autiste, témoigne dans la Revue Francophone d'Orthoptie de ce qu'une homéopathe a « identifié de nouveaux déséquilibres biologiques : porosité et dysbiose intestinales, maladie de Lyme, proliférations d'anticorps, surréaction à vaccins » chez son fils, et « formée chez Chronimed, [...] a surtout entrepris un protocole biomédical strict, afin d'éliminer bactéries ainsi que candidoses et parasitoses associées, avec des résultats extraordinaires obtenus dès les premières semaines ». La professeure Marion Leboyer évoque plus d'un millier d'enfants suivis par un généraliste "pour lesquels l'adjonction de traitements antibiotiques pendant de longues durées permettait d'observer des régressions extrêmement impressionnantes des tableaux autistiques" lors d'une audition au Sénat en 2017,. Parallèlement, les « traitements »[pas clair] proposés par les médecins membres de Chronimed sont conseillés dans des groupes de parents sur le réseau social Facebook, dont l'un est fondé et administré par Vincent Dennery, président de l'association Agir et Vivre l'autisme,, de la Fondation pour l'enfance et du Collectif Autisme, qui regroupe 200 associations de parents. La Fondation autisme, dont Bertrand Jacques est le président, dont Florent Chapel est le vice-président (par ailleurs co-président d'Autisme Info Service), ainsi que le Dr Philippe Raymond, organisent des levées de fonds en faveur de Chronimed.

### Mise en cause par l'Association SOS autisme France qui interpelle l'ANSM et radiation d'un médecin Chronimed
En septembre 2020, des médecins de Chronimed figurent parmi une cinquantaine de médecins accusés par l'Agence nationale de sécurité du médicament (ANSM) d'avoir prescrit des antibiotiques, antifongiques et antiparasitaires à des enfants autistes, de manière non-déontologique et hors autorisation de prescription,,. Une mère témoigne que son fils a « servi de cobaye », sur RTL. Dans le cadre de cette polémique, dix médecins de Chronimed déclarent par la voix de leur avocat qu'Olivier Véran leur a apporté son soutien ; cependant, d'après l'analyse de Barthélémy Philippe dans Capital, Olivier Véran a certes manifesté un intérêt pour les thèses du Pr Luc Montagnier, mais n'a ni autorisé ni soutenu la médication hors autorisation de prescription.
Radié du tableau de l'Ordre des médecins le 8 décembre 2020 pour avoir délivré à des patients autistes des soins « non fondés sur les données acquises de la science », le docteur Philippe Raymond fait appel de cette décision, déplorée par l'association France Lyme mais applaudie par l'association SOS Autisme France, qui dénonce les pratiques incriminées. Sa radiation est confirmée en appel en novembre 2023.

## Absence d'évaluation d'efficacité et traitements potentiellement dangereux
Le pseudo-traitement Chronimed non seulement n'a aucun effet améliorateur mesurable chez les enfants autistes, mais en plus, entraîne des effets secondaires nuisibles à leur santé, selon Odile Pouget (DEUG de lettres modernes, master de journalisme à CELSA) considérée comme "spécialiste santé" de RTL.
En septembre 2020, l'ANSM émet une alerte contre la prescription d'anti-infectieux et d'antibiothique aux enfants autistes hors de leur autorisation de mise sur le marché, signalant qu'« en l’absence de données cliniques, ces médicaments, utilisés en dehors de leur AMM, ne sont pas recommandés dans la prise en charge des troubles du spectre de l’autisme par la HAS ». L'ANSM cite également des effets secondaires à ces prescriptions abusives : « outre les effets digestifs », des « troubles cardiovasculaires, cutanés, ainsi que d'autres troubles spécifiques à chaque antibiotique utilisé. Par ailleurs, l’utilisation d'antibiotiques sur une durée longue va contribuer à l'émergence d'une antibiorésistance qui diminuera l’efficacité du traitement en cas d’infection avérée ».
Le 23 février 2021, la Direction Générale de la Santé publie un communiqué sur des « prescriptions potentiellement dangereuses » en faisant référence à des traitements longs avec des anti-infectieux qui « devront être interrompus dans les meilleurs délais » s'ils correspondent aux cas identifiés.

## Missions
Le président Gérard Guillaume décrit Chronimed comme une association d'une quinzaine de médecins cliniciens qui s'est formée autour de Luc Montagnier.
À l'origine, Chronimed s'axe principalement sur l'autisme,, en recherchant des causes infectieuses. Ensuite, Chronimed s'oriente sur la maladie de Lyme, en suivant la thèse controversée de l'ILADS selon laquelle la maladie de Lyme chez la mère provoque l'autisme chez l'enfant à naître, et a des liens avec la maladie d'Alzheimer et Parkinson. Luc Montagnier parraine et soutient l'association Lyme Sans Frontières (LSF) à partir de 2015.
Le blog de Chronimed relaie les nouvelles concernant les ennuis ordinaux des membres de l'association, et la fronde des associations de patients atteints de la maladie de Lyme contre les lignes directrices officielles des autorités de santé. En avril 2018, ce blog (animé par le psychiatre Jean-Pierre Lablanchy) est épinglé par Sciences et Avenir pour avoir plagié intégralement leurs articles,.